# Varanus telenesetes
Varanus telenesetes es una especie de escamoso de la familia Varanidae.

## Distribución geográfica
Es endémica de la isla Rossel, del archipiélago de las Luisiadas (Papúa Nueva Guinea).